# Haus der Wissenschaft Braunschweig

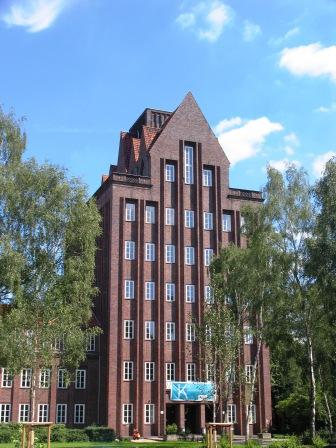
Das Haus der Wissenschaft auf dem Campus der TU Braunschweig

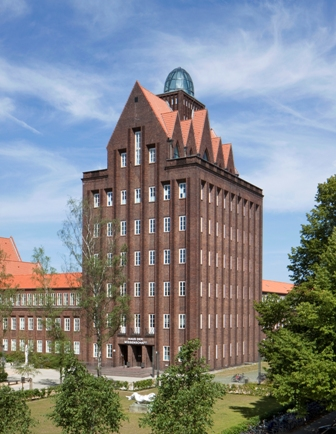
Das Haus der Wissenschaft mit Kuppel

Das Haus der Wissenschaft Braunschweig, ehemals Pädagogische Hochschule Braunschweig, an der Pockelsstraße 11 in Braunschweig gilt als Beispiel für die spätexpressionistische Architektur der NS-Zeit. Sie wurde vom Architekten Emil Herzig entworfen und 1937 als „Bernhard-Rust-Hochschule für Lehrerbildung“ eröffnet. Nach dem Krieg wurde sie als „Kant-Hochschule“ neugegründet. Seit 2007 gehört das Haus der Wissenschaft zur TU Braunschweig und beherbergt die gleichnamige GmbH.

## Nutzungsgeschichte des Gebäudekomplexes

### 1937–1945
1934 beauftragte Ministerpräsident Dietrich Klagges den Parteigenossen und Architekten Emil Herzig mit dem Bau der Pädagogischen Hochschule. Der Grundstein für den Gebäudekomplex an der Pockelsstraße wurde am 19. März 1935 gelegt. Damals sollte das Gebäude als Neubau für die Kulturwissenschaftliche Abteilung der Technischen Hochschule Braunschweig dienen. Noch während der Planungsphase wurde allerdings die Einrichtung einer Hochschule für Lehrerbildung beschlossen. Klagges hatte die Vorstellung, dass Lehrer Propagandisten der neuen Weltanschauung sein sollten und wollte mit dieser Institution eine Aufwertung Braunschweigs als nationalsozialistische Schulstadt erreichen. Am 23. Mai 1937 wurde die „Bernhard-Rust-Hochschule“, benannt nach dem Reichsminister für Wissenschaft, Erziehung und Volksbildung, Bernhard Rust, welcher zentraler Repräsentant der NS-Erziehungspolitik war, schließlich eröffnet. Sie symbolisierte in zweierlei Hinsicht die Politik der nationalsozialistischen Landesregierung: Diese legte sowohl großen Wert auf die Ausbildung der Lehrer, um eine gesinnungsgetreue Erziehung der Schüler sicherzustellen, als auch auf eine starke Außenwirkung, die durch die Monumentalität des Gebäudes gegeben war.
Allerdings wird schon kurz nach der Gründung die Ausbildungsdauer auf 4 Semester verkürzt und schon 1940 die Reseminarisierung der Lehrerausbildung bekanntgegeben, da die Nationalsozialisten eine akademische Lehrerausbildung für unnötig halten. Die Gestaltung des Komplexes entsprach der Linie offizieller Staatsarchitektur und gilt als Beispiel spätexpressionistischer Architektur. Zur Zeit des Baus befand sich auf dem Dach des turmähnlichen Mittelgebäudes außerdem ein Observatorium, die sogenannte „Volkssternwarte“, die während des Zweiten Weltkrieges allerdings zerstört wurde.

### Nach 1945
Da die Anlage den Zweiten Weltkrieg beinahe unbeschadet überstand, wurden hier bereits ab November 1945 wieder Vorlesungen abgehalten. Das Land Braunschweig und die britische Militärregierung einigten sich darauf, die Pädagogische Hochschule Braunschweig unter dem Namen „Kant-Hochschule“ neuzugründen. Im Volksmund hieß sie aufgrund des mittleren Turms bald die „Hochkantschule“.
Hiermit war die Hochschule nicht nur der erste Ort in Braunschweig, der nach dem Krieg wieder eine freie Universitätsausbildung bot, sie entwickelte sich auch zum intellektuellen und kulturellen Zentrum der Stadt. Ab 1945 fanden an der Hochschule städtische Kulturveranstaltungen statt, ab 1946 erkor das Staatstheater Braunschweig die Turnhalle zu seiner neuen Spielstätte. Auch Festveranstaltungen, Vorträge, Lesungen und Konzerte fanden hier statt. Eine Vortragsreihe mit dem Titel „Fragen der Gegenwart“ nahm sich bereits im November 1945 der Aufgabe an, die damals unmittelbare Vergangenheit aufzuarbeiten.
In der Kant-Hochschule vollzog sich jedoch nicht nur ein geistiger, sondern auch ein demokratischer Neubeginn: In diesem Gebäude fanden die erste und auch die letzte Sitzung des demokratischen Landtages des Landes Braunschweig statt. Während der Schlusssitzung am 21. November 1946 wurde das Land Braunschweig endgültig Teil des neuen Bundeslandes Niedersachsen.
1978 schließlich wurden sowohl die universitäre Lehrerausbildung als auch der Gebäudekomplex der Technischen Universität Braunschweig angegliedert.
Die obersten Turmgeschosse bauten Studenten der Technischen Hochschule Braunschweig ab 1953 bis 1974 zu einem sehr umfangreichen Rundfunk- und Fernsehstudio aus. Diese „Arbeitsgemeinschaft Studentensender (ags)“ existiert bis heute an der TU Braunschweig; allerdings an anderem Ort. Im Jahr 2016 ist im Südtreppenhaus des Gebäudes eine Dauerausstellung entstanden, die die Geschichte und die Nutzung während der NS-Zeit darstellt und zur geschichtlichen Aufarbeitung beiträgt.

### Heutige Nutzung
Heute befindet sich in den Räumlichkeiten der alten Pädagogischen Hochschule das nicht profit-orientierte Unternehmen Haus der Wissenschaft. Dieses wurde im Zuge der „Stadt der Wissenschaft“ Ernennung der Stadt Braunschweig am 24. Oktober 2007 gegründet. Es will als Plattform der Kommunikation und des Transfers gesehen werden, dessen Ziel eine engere Vernetzung von Gesellschaft und Wissenschaft ist. Dies geschieht unter anderem durch öffentliche Ausstellungen und Veranstaltungen, die auf die verständliche Vermittlung von Wissenschaft setzen. Viele Formate zeichnen sich durch enge Kooperationen regionaler Akteure aus. Gesellschafter des Hauses der Wissenschaft sind die Braunschweig Stadtmarketing GmbH, die Technische Universität Braunschweig, der Arbeitgeberverband Region Braunschweig e. V., die ForschungRegion Braunschweig e. V. und die Union Kaufmännischer Verein von 1818 e. V.

## Architektur

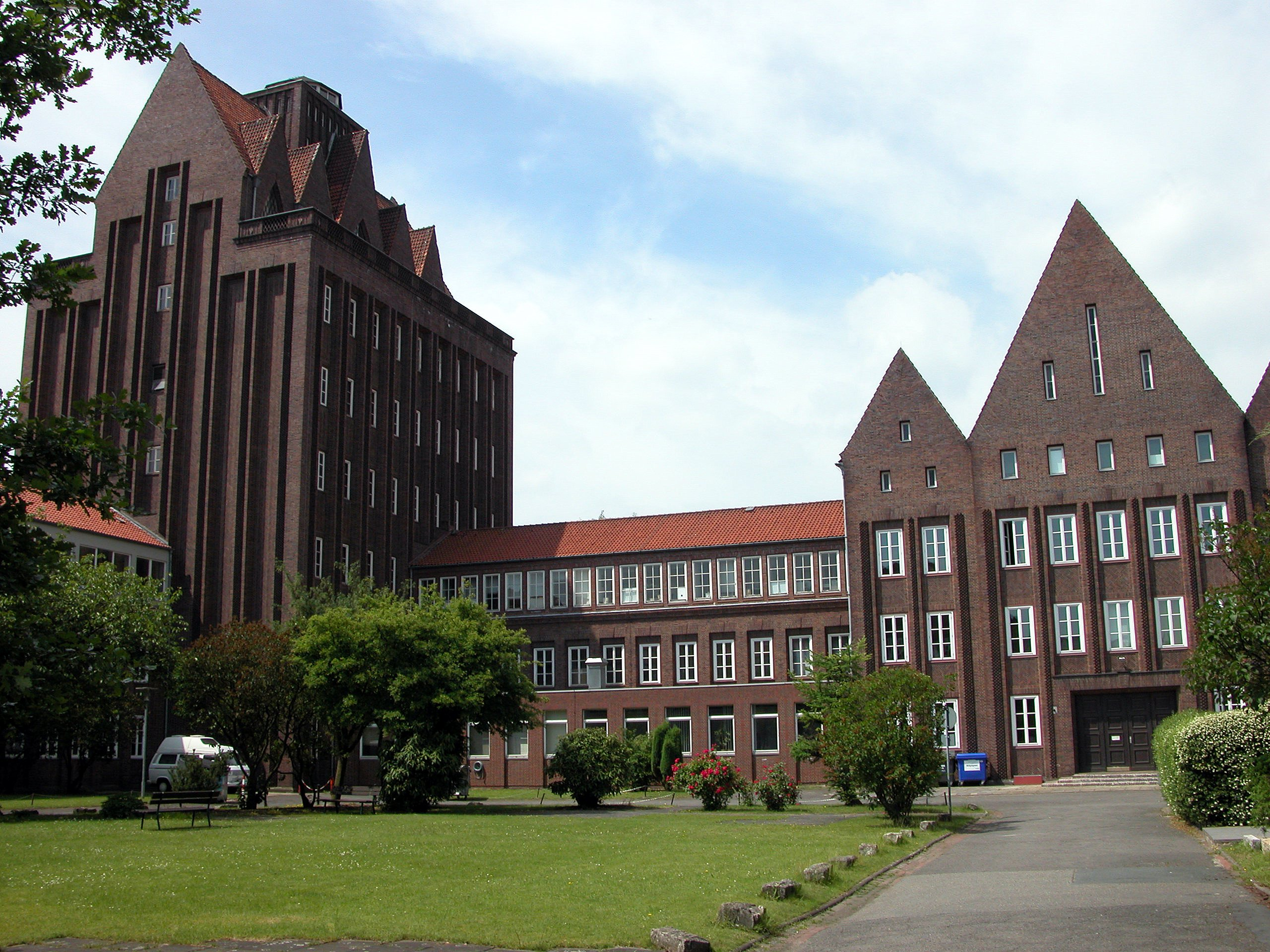
Ansicht des Gebäudekomplexes vom Innenhof

Als Architekt Emil Herzig den Gebäudekomplex an der Pockelsstraße entwarf, sah sein Konzept eine Aufteilung in drei Hauptteile vor: Den Hörsaalbau, das Naturhistorische Museum und den Turnhallenbau. Umschlossen von diesen Gebäuden wurde ein nach Norden hin offener Innenhof. Erst mit der Errichtung des Nordtraktes in den sechziger Jahren erhielt der Gebäudekomplex seine heutige Form.
Der Baustil des Komplexes, dessen konservative Backsteinfassade ein modernes Gerüst aus Stahlbeton verbirgt, entspricht dem norddeutschen Backsteinexpressionismus, dessen Hochzeit zu Baubeginn allerdings schon mehr als zehn Jahre zurücklag. Besonders die Innengestaltung wies im Originalzustand einen starken symbolischen Bezug zur Ideologie des Nationalsozialismus auf: Die Wandleuchter ähnelten Fackelhaltern, die schmiedeeisernen Treppengeländer und Heizkörperverkleidungen erinnerten in ihrer Gestaltung an Hakenkreuze. Im Mittelbau befand sich außerdem ein als „Ehrenhalle“ bezeichneter Gewölberaum.
Das Bild der Anlage wird dominiert vom sechsstöckigen Mittelbau, in dem sich Hörsäle, Seminarräume und die Aula befinden. Die steil aufragenden Dächer, die besonders die Fassade des Naturhistorischen Museums und der Gewölbehalle im Turmbau prägen, zeigen einen deutlichen Bezug zum norddeutschen Sakralbau der Backsteingotik.
Herzigs Entwurf war offensichtlich darauf ausgerichtet, auch aus der Ferne einen möglichst monumentalen Eindruck zu erzielen. Die in die Fassade eingearbeiteten Pfeiler des Mittelbaus verleihen dem Komplex eine aufstrebende Wirkung, die allerdings durch seine Massigkeit gebremst wird.
Umbau
In den Jahren 2008 und 2009 wurden im Gebäudekomplex an der Pockelsstraße Umbauarbeiten durchgeführt. Im 6. Obergeschoss entstand eine Gastronomie, im fünften Obergeschoss neue Seminarräume. Im Erdgeschoss wurde das neue Studierenden-Service-Center der TU Braunschweig gebaut. Auch die gesamte Infrastruktur wurde runderneuert.
Hinter dem Gebäudekomplex ist zusätzlich das Zentrum für Systembiologie der TU Braunschweig entstanden.
Im Mai 2011 wurde das Gebäude mit einer modernen Glaskuppel ergänzt, bei deren Erstellung es immer wieder zu Bauverzögerungen gekommen war. Die Kuppelkonstruktion zitiert die Kuppel der Volkssternwarte, die bis zur Zerstörung im Zweiten Weltkrieg das Dach des Gebäudes zierte.
Der Teleskopsockel der ehemaligen Volkssternwarte wurde 1953 von Studenten des Studentensenders „ags“ an der Technischen Hochschule im Jahre 1953 abgerissen und die Kuppel als Holz-Glaskonstruktion wiedererrichtet um einen großen Aufnahmeraum über den Dächern Braunschweigs zu erhalten. Am 18. Januar 2007 wurde diese Konstruktion durch den Orkan Kyrill zerstört.